# L'Affaire Lafarge (film)
Pour plus de détails, voir Fiche technique et Distribution.
L'Affaire Lafarge est un film dramatique français réalisé par Pierre Chenal, sorti en 1938.
Le film est basé sur une histoire réelle, l'affaire Marie Lafarge, condamnée en 1840 pour avoir empoisonné son mari.

## Synopsis
Marie Capelle, une jeune Parisienne, a épousé Charles Lafarge, un maître de forges de province, qui s'avère être un mari brutal et grossier. Lorsqu'il meurt dans des circonstances étranges, elle est accusée par la famille de l'avoir empoisonné.
Condamnée puis graciée, elle mourra peu après, jurant toujours de son innocence.

## Fiche technique
- Titre : L'Affaire Lafarge
- Réalisation : Pierre Chenal
- Assistant : Henri Calef
- Scénario : Pierre Chenal, André-Paul Antoine, avec la collaboration de Jean Aurenche, André Cayatte et Henri Calef, d'après le livre d'Ernest Fornairon Le Mystère de madame Lafarge
- Dialogues : André-Paul Antoine
- Direction artistique : Eugène Lourié
- Décors : Eugène Lourié, Robert Gys
- Costumes : Georges K. Benda
- Maquillages : Hagop Arakelian
- Photographie : Louis Page, Theodore J. Pahle
- Son : Robert Bugnon
- Montage : Christian Gaudin, Jean Oser
- Musique : Georges Auric
- Production : Arnold Pressburger
- Société de production : Trianon Films, Compagnie Internationale de Productions Cinématographiques
- Société de distribution : Mondial Films
- Pays d’origine :  France
- Langue originale : français
- Format : noir et blanc — 35 mm — 1,37:1 — son Mono
- Genre : Film dramatique
- Durée : 110 minutes
- Date de sortie : 
  - France : 9 mars 1938

## Distribution
- Pierre Renoir : Charles Lafarge
- Marcelle Chantal : Marie Lafarge-Capelle
- Raymond Rouleau : Maître Lachaud
- Margo Lion : Aména Lafarge
- Sylvie : Adélaïde Lafarge
- Erich von Stroheim : Denis
- Florence Marly : Emma Pontier
- Berthe d'Yd : Mlle Brun
- Auguste Boverio : Le président des Assises
- Sylvette Fillacier : Clémentine
- Pierre Palau : Defoy
- Lisette Missier : Mlle von Martens
- Odette Talazac : L'aubergiste
- Agnès Duval : Catherine
- René Bergeron : L'oncle Pontier
- Paul Amiot : Le procureur
- André Gabriello : Rogue
- Gustave Gallet : Orfiela
- Franck Maurice : Le préfet
- Roger Blin : Le journalier
- Georges Douking : Parent
- Étienne Decroux : Un paysan
- François Viguier : Un expert
- Louis de Gonzague-Frick : Le greffier
- Jean Bouzanquet : Le cavalier
- Martial Rèbe : Le médecin
- Georges Mauloy : Le directeur de la prison
- Edmond Castel : Le sous-directeur de la prison
- Marc Daray : Forge
- Paul Marthès : Le curé
- Morris : Le préfet